# Małorad
Małorad (bułg. Малорад) – wieś w Bułgarii, w obwodzie Wraca, w gminie Borowan. Według danych szacunkowych Ujednoliconego Systemu Ewidencji Ludności oraz Usług Administracyjnych dla Ludności, 15 września 2023 roku miejscowość liczyła 1718 mieszkańców.

## Osoby związane z miejscowością

### Urodzeni
- Denko Petrow – honorowy mieszkaniec Małoradu[2]
- Iwo Petrow (1965) – bułgarski profesor
- Dimityr Włachow – poseł na Sejm XXIII Zwyczajnego Zgromadzenia Narodowego[3]
- Jordan Włachow (1905–1990) – przewodniczący czitaliszta „Prosweta 1919” we wsi Małorad, sekretarz dawnej gminy Małorad, 21 lipca 1931 r., dyrektor Państwowej Szkoły Podstawowej „Św. Cyryla i Metodego[4]